# サッカーパラグアイ代表
サッカーパラグアイ代表（サッカーパラグアイだいひょう、西: Selección nacional de fútbol de Paraguay）は、パラグアイサッカー協会（APF）によって構成される、パラグアイのサッカーのナショナルチームである。ホームスタジアムは、首都・アスンシオンにあるエスタディオ・ディフェンソーレス・デル・チャコ。

## 概要
通算8回のFIFAワールドカップ出場経験があり、最高順位は2010年大会（南アフリカ開催）のベスト8。コパ・アメリカでは1953年大会、1979年大会で優勝を果たしている。FIFAランキングでは最高順位は2001年3月に記録した8位、最低順位は1995年5月に記録した103位。
パラグアイはPK戦に強いチームであり、2010年南アフリカW杯で日本にPK戦で勝利して以来、2011年の南米選手権ではブラジルやベネズエラにもPK戦で勝利している。

## 歴史

### 1930年代 – 1970年代
1930年、ウルグアイで開催された第1回ワールドカップに参加した。グループの首位のみが突破となる1次リーグで、アメリカに0-3の敗戦、ベルギーには1-0の勝利で1勝1敗となり決勝トーナメントには進めなかった。南米選手権（現コパ・アメリカ）1929、1947、1949でそれぞれ準優勝を果たし、1950 FIFAワールドカップ・予選では辞退国が出たため、20年ぶりとなるFIFAワールドカップ出場が自動的に決まった。本大会ではスウェーデン、イタリアと同組になったが1分1敗に留まり、決勝トーナメント進出を逃している。
1953年の南米選手権（ブラジル開催）で南米選手権初優勝を遂げた。出場8カ国が総当たりを行う1次リーグをブラジルと並ぶ6勝1敗で終え、それに伴い行われた決勝戦で同国を3-2で破った。1958 FIFAワールドカップではフランス、スコットランド、ユーゴスラビアと共にグループ2に入ったが1勝1分1敗でグループ3位となり、またしてもグループリーグ敗退となった。

### 1970年代 – 1990年代
W杯予選では前述の1958年スウェーデン大会以降、南米予選敗退が続いたが、コパ・アメリカでは断続的に好成績を残した。
コパ・アメリカ1979ではグループリーグで強豪ウルグアイ、エクアドルが属するグループCとなったが、2勝2分と無敗で決勝トーナメントに進出。準決勝ではブラジルを打ち合いの末4-3で、決勝ではチリを3-1で下し、26年ぶりに南米王者に輝いた。予選を勝ち抜き、実に28年ぶりの出場となった1986 FIFAワールドカップ（メキシコ開催）では、ロベルト・フェルナンデス、ロランド・チラベルトなどの好選手を揃えて参加。グループリーグの初戦で初出場のイラクを1-0で破ると、メキシコ、ベルギーにはそれぞれ1-1、2-2での引き分け。通算で1勝2分となり、4回目の出場にして初めて16強に進出した。決勝トーナメント1回戦ではイングランドに0-3で敗れた。

### 1990年代 - 2000年代
W杯メキシコ大会で好成績を残したパラグアイ代表だが、続く1990年大会、1994年大会では南米予選敗退に終わった。1992年、バルセロナ五輪に出場。グループステージを2位で勝ち抜いたが、準々決勝でガーナに敗れた。この大会では、カルロス・ガマーラ、セルソ・アジャラ、ホセ・ルイス・チラベルト、フランシスコ・アルセ、ホセ・カルドーソなどの才能ある若手が台頭し、後にこの世代はW杯で好成績を残すことになる。

#### 1998 W杯
南米予選では、勝ち点差僅か1で首位通過のアルゼンチンに次ぐ2位となり、1986年大会以来となる本大会出場権を獲得した。本大会ではブルガリア、スペイン、ナイジェリアが入るグループDに振り分けられた。ブルガリア、スペインとの試合をいずれも0-0のスコアレスドローで終えた。最終戦は既に1次リーグ突破を決めているナイジェリアとの一戦であったが、これに3-1で勝利。1986年大会同様、1勝2分で決勝トーナメントに進出した。
ベスト8を賭けた決勝T1回戦では、主力のジネディーヌ・ジダンを欠く開催国・フランスと対戦。前後半90分で0-0と決着がつかず、延長戦に突入。ところが、延長後半9分にローラン・ブランに先制点を許した。この大会から導入されたゴールデンゴール方式により、これが決勝点となりベスト16で散った。大会後、今大会のオールスターチームにDFのガマーラ、GKであり主将のチラベルトが選出された。

#### コパ・アメリカ1999・2001
地元開催となったコパ・アメリカ1999では、ボリビア、コパ・アメリカ初挑戦の招待国日本、ペルーが入るグループAとなった。開幕戦となったボリビア戦は0-0のドローに終わったが、第2戦で日本に4-0と完勝、最終戦でもペルーを1-0で下し勝ち点7の首位でグループリーグを突破した。準々決勝ではグループCを辛くも3位で突破したウルグアイと対戦。120分間で1-1と決着がつかずに行われたPK戦で敗れ、ベスト8敗退となった。
コパ・アメリカ2001（コロンビア開催）には、国内組主体のチームで挑んだ。強豪ブラジル、メキシコとペルーが入る厳しい組み合わせとなり、メキシコ、ペルーとは引き分け、ブラジルには1-3で敗れ2分1敗のグループ最下位で敗退した。

#### 2002 W杯/2006 W杯
2002年W杯日韓大会・南米予選ではペルーに対し黒星スタートとなったが、ウルグアイに2戦2勝するなど南米4位で予選突破を決めた。本大会には、チラベルトを始めとした前回大会に出場した選手主体のチームで挑んだ。

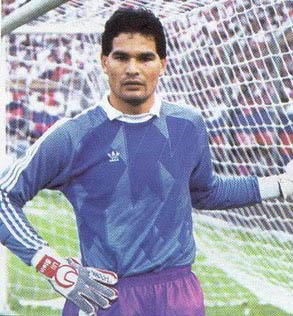
通算73試合に出場したチラベルト（代表選出前の1985年）

パラグアイが入ったのはグループBで、南アフリカ、スペイン、スロベニアと同組になった。初戦の南アフリカ戦で引き分け、第2戦のスペイン戦では敗れ、勝利が絶対条件となったスロベニア戦で3-1の快勝。南アフリカと勝ち点、得失点差共に並んだが、総得点で1上回り、2大会連続決勝トーナメントに進んだ。初のベスト8を賭けた決勝T1回戦では、優勝経験3回という経歴を持つドイツとの勝負になった。試合はドイツが優勢に試合を進めていたが、パラグアイも終盤まで固い守りを維持。ただ、延長突入直前の後半43分、オリバー・ノイビルに均衡を破る先制点を奪われ、初のベスト8進出は叶わなかった。
3大会連続出場となった2006年ドイツW杯ではイングランドとスウェーデンに連敗し、最終戦を前にグループリーグ敗退が決定した。

### 2010年代以降

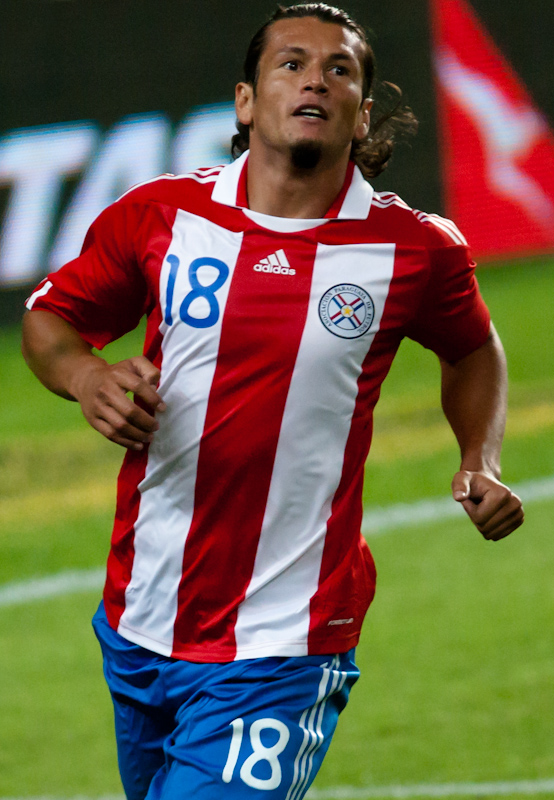
コパ・アメリカ2004でのネルソン・バルデス

2010年のW杯南アフリカ大会では守備的なサッカーを徹底してグループFの初戦で前回王者・イタリアと1-1で引き分けた。3試合でイタリア戦の1失点のみと堅守が光り、1勝2分の首位で決勝トーナメントに進出した。ラウンドオブ16では、同じく初のベスト8を目指す日本にPK戦の末、勝利して初の8強入りを果たした。翌年のコパ・アメリカ2011では48年ぶりの準優勝という成績を収めた。
しかし、直近のW杯3大会は予選敗退が続いており、2014年のブラジル大会では南米予選最下位で予選敗退し、2018年のロシア大会・南米予選でも、第17節時点では7位に付け、同時刻キックオフで行われた最終節のベネズエラ戦で勝利すれば、他のカードの結果次第で本大会出場もしくは大陸間プレーオフへ出場出来たが、最終的にベネズエラに敗れて敗退した。2022年のカタール大会・南米予選でも、開幕から苦戦が続き予選8位で敗退した。南米選手権ではブラジルで開催された2019年大会、2021年大会は2連続でベスト8進出を果たしたが、2024年アメリカ大会ではグループリーグ3連敗で姿を消した。

## 成績

### FIFAワールドカップ
| 開催年 | 結果               | 試合     | 勝利     | 引分     | 敗戦     | 得点     | 失点     |          |
| ------ | ------------------ | -------- | -------- | -------- | -------- | -------- | -------- | -------- |
| 1930   | グループリーグ敗退 | 2        | 1        | 0        | 1        | 1        | 3        |          |
| 1934   | 不参加             | 不参加   | 不参加   | 不参加   | 不参加   | 不参加   | 不参加   |          |
| 1938   | 不参加             | 不参加   | 不参加   | 不参加   | 不参加   | 不参加   | 不参加   |          |
| 1950   | グループリーグ敗退 | 2        | 0        | 1        | 1        | 2        | 4        |          |
| 1954   | 予選敗退           | 予選敗退 | 予選敗退 | 予選敗退 | 予選敗退 | 予選敗退 | 予選敗退 |          |
| 1958   | グループリーグ敗退 | 3        | 1        | 1        | 1        | 9        | 12       |          |
| 1962   | 予選敗退           | 予選敗退 | 予選敗退 | 予選敗退 | 予選敗退 | 予選敗退 | 予選敗退 |          |
| 1966   | 予選敗退           | 予選敗退 | 予選敗退 | 予選敗退 | 予選敗退 | 予選敗退 | 予選敗退 |          |
| 1970   | 予選敗退           | 予選敗退 | 予選敗退 | 予選敗退 | 予選敗退 | 予選敗退 | 予選敗退 |          |
| 1974   | 予選敗退           | 予選敗退 | 予選敗退 | 予選敗退 | 予選敗退 | 予選敗退 | 予選敗退 |          |
| 1978   | 予選敗退           | 予選敗退 | 予選敗退 | 予選敗退 | 予選敗退 | 予選敗退 | 予選敗退 |          |
| 1982   | 予選敗退           | 予選敗退 | 予選敗退 | 予選敗退 | 予選敗退 | 予選敗退 | 予選敗退 |          |
| 1986   | ベスト16           | 4        | 1        | 2        | 1        | 4        | 6        |          |
| 1990   | 予選敗退           | 予選敗退 | 予選敗退 | 予選敗退 | 予選敗退 | 予選敗退 | 予選敗退 |          |
| 1994   | 予選敗退           | 予選敗退 | 予選敗退 | 予選敗退 | 予選敗退 | 予選敗退 | 予選敗退 |          |
| 1998   | ベスト16           | 4        | 1        | 2        | 1        | 3        | 2        |          |
| 2002   | ベスト16           | 4        | 1        | 1        | 2        | 6        | 7        |          |
| 2006   | グループリーグ敗退 | 3        | 1        | 0        | 2        | 2        | 2        |          |
| 2010   | ベスト8            | 5        | 1        | 3        | 1        | 3        | 2        |          |
| 2014   | 予選敗退           | 予選敗退 | 予選敗退 | 予選敗退 | 予選敗退 | 予選敗退 | 予選敗退 | 予選敗退 |
| 2018   | 予選敗退           | 予選敗退 | 予選敗退 | 予選敗退 | 予選敗退 | 予選敗退 | 予選敗退 | 予選敗退 |
| 2022   | 予選敗退           | 予選敗退 | 予選敗退 | 予選敗退 | 予選敗退 | 予選敗退 | 予選敗退 | 予選敗退 |
| 合計   | 8/21               | 27       | 7        | 10       | 10       | 30       | 38       |          |

### コパ・アメリカ
- 1916 - 不参加
- 1917 - 不参加
- 1919 - 不参加
- 1920 - 不参加
- 1921 - 4位
- 1922 - 準優勝
- 1923 - 3位
- 1924 - 3位
- 1925 - 3位
- 1926 - 4位
- 1927 - 棄権
- 1929 - 準優勝
- 1935 - 棄権
- 1937 - 4位
- 1939 - 3位
- 1941 - 棄権
- 1942 - 4位
- 1945 - 棄権
- 1946 - 3位
- 1947 - 準優勝
- 1949 - 準優勝
- 1953 - 優勝

- 1955 - 5位
- 1956 - 5位
- 1957 - 棄権
- 1959 - 3位
- 1959 - 4位
- 1963 - 準優勝
- 1967 - 4位
- 1975 - グループリーグ敗退
- 1979 - 優勝
- 1983 - ベスト4
- 1987 - グループリーグ敗退
- 1989 - 4位
- 1991 - グループリーグ敗退
- 1993 - ベスト8
- 1995 - ベスト8
- 1997 - ベスト8
- 1999 - ベスト8
- 2001 - グループリーグ敗退
- 2004 - ベスト8
- 2007 - ベスト8
- 2011 - 準優勝
- 2015 - 4位

- 2016 - グループリーグ敗退
- 2019 - ベスト8
- 2021 - ベスト8
- 2024 - グループリーグ敗退

## 歴代監督
- マヌエル・フレイタス・ソリッチ 1922-1929, 1945-1946, 1947-1951, 1962-1965
- アウレリオ・ゴンサレス 1945-1946, 1957-1959, 1960-1961, 1968, 1970-1972, 1974
- カジェタノ・レ 1985-1986, 1989
- パウロ・セーザル・カルペジアーニ 1996-1998
- セルヒオ・マルカリアン 1992, 1999-2001
- チェーザレ・マルディーニ 2002
- アニバル・ルイス 2002, 2005-2006
- ラウル・アマリージャ 2006-2007
- ヘラルド・マルティーノ 2007-2011
- フランシスコ・アルセ 2011-2012, 2016-2017
- ヘラルド・ペルッソ 2012-2013
- ビクトル・ヘネス 2013-2014
- ラモン・ディアス 2014-2016
- ファン・カルロス・オソリオ 2018-2019
- エドゥアルド・ベリッソ 2019-2021
- ギジェルモ・バロス・スケロット 2021-

## 歴代記録
| 位 | 名前                       | 試合 | 得点 | 期間      |
| -- | -------------------------- | ---- | ---- | --------- |
| 1  | パウロ・ダ・シルバ         | 148  | 3    | 2000-2017 |
| 2  | フスト・ビジャール         | 120  | 0    | 1999-2018 |
| 3  | ロケ・サンタ・クルス       | 112  | 32   | 1999-2016 |
| 4  | カルロス・ガマーラ         | 110  | 12   | 1993-2006 |
| 5  | クリスティアン・リベーロス | 101  | 16   | 2005-2018 |
| 6  | デニス・カニサ             | 100  | 1    | 1996-2010 |
| 6  | ロベルト・アクーニャ       | 100  | 5    | 1993-2011 |
| 8  | セルソ・アジャラ           | 85   | 6    | 1993-2003 |
| 9  | ホセ・カルドソ             | 82   | 25   | 1991-2006 |
| 10 | カルロス・ボネット         | 80   | 1    | 2002-2013 |

| 位 | 名前                       | 得点 | 試合 | 期間      |
| -- | -------------------------- | ---- | ---- | --------- |
| 1  | ロケ・サンタ・クルス       | 32   | 112  | 1999-2016 |
| 2  | ホセ・カルドソ             | 25   | 82   | 1991-2006 |
| 3  | クリスティアン・リベーロス | 16   | 101  | 2005-2018 |
| 4  | サントゥルニノ・アルア     | 13   | 26   | 1969-1980 |
| 4  | フリオ・セサル・ロメロ     | 13   | 32   | 1979-1986 |
| 4  | ネルソン・バルデス         | 13   | 77   | 2004–2017 |
| 7  | オスカル・カルドソ         | 12   | 56   | 2006-2021 |
| 7  | カルロス・ガマーラ         | 12   | 110  | 1993-2006 |
| 9  | ロベルト・カバニャス       | 11   | 28   | 1981-1993 |
| 9  | ミゲル・アンヘル・ベニテス | 11   | 29   | 1996-1999 |